# Naram-Sin de Ešnunna
Naram-Sin (también transcrito Narām-Sîn, Naram-Suen) fue un rey que gobernó Ešnunna durante los últimos años del siglo XIX  a.  C.. Puede o no, ser la misma persona que su contemporáneo y homónimo rey de Asiria, llamado Naram-Sin de Asiria. Era hijo de Ipiq-Adad II, y en su reinado trató de ampliar los territorios bajo control de Ešnunna. Llegó a someter a Mari, cuyo rey hubo de reconocer su inferioridad y firmar un tratado de protección con Ešnunna. También se potenció la literatura acadia y se llevó a cabo una reforma de la escritura.